# Клифтон (Вирџинија)
Клифтон (енгл. Clifton) град је у америчкој савезној држави Вирџинија. По попису становништва из 2010. у њему је живело 282 становника.

## Демографија
Према попису становништва из 2010. у граду је живело 282 становника, што је 97 (52,4%) становника више него 2000. године.
| Група             | 2000.       | 2010.       |
| Белци             | 183 (98,9%) | 278 (98,6%) |
| Афроамериканци    | 0 (0,0%)    | 0 (0,0%)    |
| Азијати           | 1 (0,5%)    | 1 (0,4%)    |
| Хиспаноамериканци | 1 (0,5%)    | 1 (0,4%)    |
| Укупно            | 185         | 282         |